# Thomas Gerald Müller
Thomas Gerald Müller (* 5. Oktober 1977 in Potsdam-Babelsberg) ist ein deutscher Medienunternehmer und Jurist. Seit dem 4. März 2021 ist er ehrenamtlicher Richter des Verfassungsgerichts des Landes Brandenburg.

## Leben
Müller studierte Rechtswissenschaften an der Universität Potsdam und absolvierte anschließend sein juristisches Referendariat beim brandenburgischen Oberlandesgericht. Nach dem 2. juristischen Staatsexamen wurde er 2004 als Rechtsanwalt in Berlin zugelassen. Ab 2005 studierte er berufsbegleitend Medienrecht an der Universität Mainz und beendete das Studium 2007 mit dem Master of Laws (LL.M.). Gemeinsam mit den Anwälten Carl Christian Müller und Peter Weiler betreibt er die Kanzlei Müller in Berlin-Mitte.  Am 25. Februar 2021 wählte der Landtag des Landes Brandenburg Thomas Gerald Müller zum Richter des Verfassungsgerichtes des Landes Brandenburg.

## Verlegerische Tätigkeiten
Bereits 1995 konzipierte Thomas G. Müller ein Jugendmagazin für den Berliner Stadtbezirk Steglitz-Zehlendorf und gründete zu diesem Zweck eine Verlagsgesellschaft. Aus der zunächst bezirksweit erscheinenden Zeitschrift entwickelte sich bis 1998 das auflagenstärkste Berliner Jugendmagazin madlife. In der Folgezeit baute er eine eigene Druckerei auf und vermarktete weitere Jugend- und Stadtteilmagazine. Seit 2002 ist er geschäftsführender Gesellschafter der MKM media Verlags- und Medienproduktionsgesellschaft mbH & Co. KG, in der beide Geschäftsbereiche vereint sind.

## Ehrenamtliches Engagement
Neben seiner akademischen Laufbahn engagiert sich Thomas G. Müller zudem als Mitglied der Vollversammlung der Industrie- und Handelskammer Potsdam, dort insbesondere im Ausschuss Steuern und Recht.